# صهيرة أمان

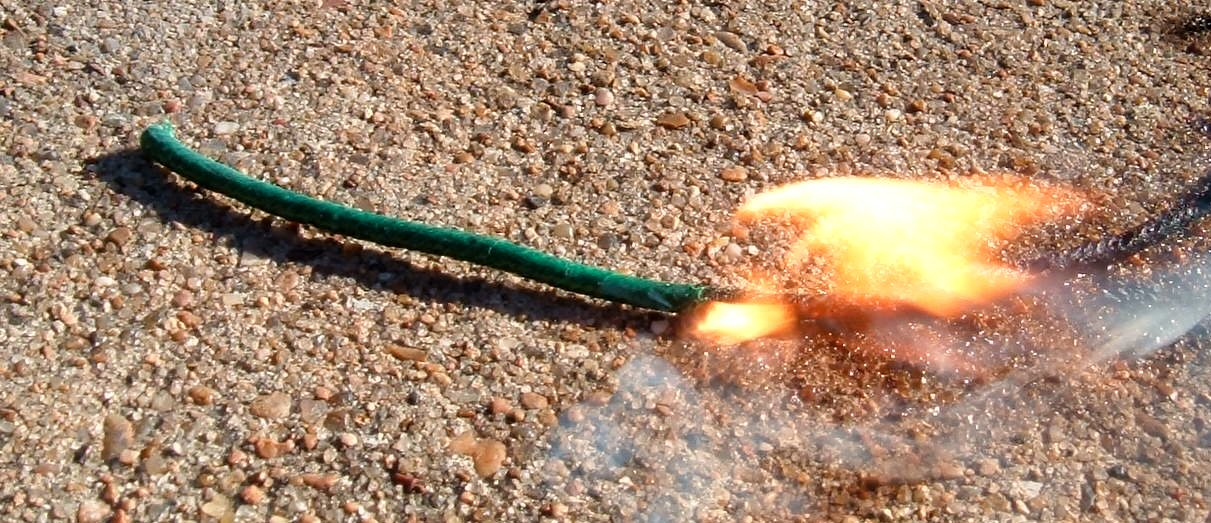
احتراق المصهر

صهيرة أمان أو فتيلة أمان هو نوع من الفتائل اخترعه المخترع الإنجليزي وليم بِكفُرد وحصل على براءة اختراعه عام 1831. تكَّونَ في الأصل من «أنبوب» من البارود محاطًا «بحبل» من الجوت المطلي المقاوم للماء. لقد حلت محل الطرق السابقة والأقل موثوقية لإشعال عبوات تفجير البارود والتي تسببت في العديد من الإصابات والوفيات في صناعة التعدين . يحترق فتيل الأمان بمعدل نحو 30 ثانية لكل قدم (ثانية واحدة لكل سم).